# Дело Дрейфуса (фильм, 1899)
«Де́ло Дре́йфуса» (фр. L'affaire Dreyfus, 1899) — французский немой короткометражный художественный фильм Жоржа Мельеса, посвящённый одноимённому политическому процессу.

## Сюжет
Фильм состоял из следующих сцен: арест Дрейфуса, Дрейфус перед военным судом, разжалование, надевание кандалов, на Чертовом острове, самоубийство полковника Анри, Дрейфус отправляется из Киберона, встреча в Ренне с женой, покушение на господина Лабори, инцидент между журналистами в Реннском лицее, военный трибунал, Дрейфус отправляется в тюрьму.

## Художественные особенности
В фильме «Дело Дрейфуса» можно заметить стремление Жоржа Мельеса к реализму и документальности. Так сцена «Дрейфус отправляется из лицея в тюрьму» была сделана по фотографии, напечатанной в «Иллюстрасьон», а сцены «Чертов остров» и «Военный трибунал» напоминают цветные репродукции, напечатанные в «Пти журналь иллюстрэ». Для соблюдения стиля настоящей хроники Мельес даже позволяет актёрам подходить к камере (это чуть ли не единственный фильм, где такое позволяется актёрам).

## В ролях
- Жорж Мельес / Фернан Лабори

## Интересные факты
- Фильм был выпущен ещё до окончания процесса.
- «Дело Дрейфуса» было позже снято Пате («Дело Дрейфуса»).